# Рјосуке Јаманака
Рјосуке Јаманака (јап. 山中 亮輔; 20. април 1993) јапански је фудбалер.

## Каријера
Током каријере играо је за Кашива Рејсол, ЈЕФ Јунајтед Чиба, Јокохама Ф. Маринос и Урава Ред Дајмондс.

## Репрезентација
За репрезентацију Јапана дебитовао је 2018. године.

## Статистика
| Јапан  | Јапан | Јапан |
| Год.   | Ута.  | Гол.  |
| ------ | ----- | ----- |
| 2018   | 1     | 1     |
| Укупно | 1     | 1     |